# Урванцов, Лев Николаевич

Лев Николаевич Урванцов (в некоторых источниках Урванцев) (1865 — 15 января 1929, Карлсбад, Чехословакия) — русский писатель и драматург.
Родился в одной из старейших в Казани купеческих семей. Получил образование по физико-математическому факультету в Императорском Казанском университете. Поступил на службу в МВД, дослужившись до действительного статского советника, награждён орденом Святой Анны 2-й степени, орденом Святого Станислава 3-й степени, медалью «В память царствования императора Александра III», медалью «В память коронации Императора Николая II».
Занялся литераторным творчеством, стал довольно известным русским драматургом и беллетристом начала XX века. Поместил ряд рассказов в «Русской Мысли», «Историческом Вестнике», «Жизни» и других журналах и газетах. В 1904 году издал книгу рассказов под названием «Ночь».
Автор популярных в предреволюционные годы пьес, широко шедших в столицах и провинции: «Вера Мирцева» (1915, экранизирована), «Благодать» (1916), «Зверёк у белого камня», «Фрейлина», «Поток», «Грешная» и др. Писал также одноактные сцены, инсценировал роман В. Крестовского «Петербургские трущобы» (1917). Пьесы Урванцова были насыщены занимательными перипетиями, их сюжеты заимствованы порой из сенсационной хроники, однако интимно-психологические переживания героев носили, как правило, поверхностный характер. В пьесах Урванцова выступали известные актёры Миронова, Полевицкая, Певцов, Ходотов и другие.
После Октябрьской социалистической революции эмигрировал за границу. В России был забыт. В петроградской «Красной газете» в 1922 году появился фельетон «Шинель, но не Гоголя», в котором было написано: "Некий Лев Урванцев, состряпавший некогда две пьески макулатурного содержания, удрав сейчас за границу, счёл своей обязанностью облить помоями Р. С. Ф. С. Р. в № 548 «Руля» он рассказывает очередную небылицу об обыске: … Человек, умеющий врать … блестяще использовал это умение и во всём рассказе об обысках. Видно сразу, что «драматург».
В эмиграции Урванцов написал книгу воспоминаний о русских актёрах и драматургах конца XIX — начала XX веков, несколько романов, в числе которых скандальный «Завтра утром», после которого и произошло полное изъятие произведений писателя из советской литературы, а из репертуара советских театров были изъяты его ещё ставившиеся пьесы.
Автор нескольких книг-мемуаров, в которых писал о дореволюционной театральной жизни, вычеркнув себя из истории отечественной литературы своим «архискверным подражанием архискверному Достоевскому».
Некоторое время жил в Праге, потом переехал сначала в Карлсбад, а затем в маленькую деревушку Содау в семи километрах от курорта. Там он построил себе своими руками маленький домик и жил вместе с сыном, художником Михаилом Урванцовым. Там написал новую пьесу в 8-ми актах «Из дневника м-лль Елены», а затем, по окончании её, приступил к эпопее «Русский» из быта купеческой провинциальной семьи, первая часть которой названа была «Чиновный Петербург».
Умер в январе 1929 года в карлсбадской городской больнице. Похоронен в Праге на Ольшанском кладбище, у храма св. Успения, недалеко от могил А. Аверченко, И. И. Петрункевича и других русских литераторов.